# Pierre Manguin
Pour les articles homonymes, voir Manguin.
Pierre Manguin est un architecte et archéologue français né à Paris le 12 février 1815 et mort dans la même ville le 22 décembre 1869. Il est l'élève de Louis-Hippolyte Lebas.

## Biographie
Né le 12 février 1815 à Paris, Pierre Manguin est le fils d’autre Pierre Manguin, boulanger et de Louise Julienne Trézel, originaire de Saint-Ouen.
Devenu architecte et demeurant 87 rue du Faubourg Poissonnière à Paris, il épouse le 31 août 1839 Françoise Stéphanie Auvert, fille de propriétaire parisien.
Le 22 décembre 1869, il meurt à son domicile situé 99 rue Lafayette dans le 10e arrondissement de Paris à l’âge de 54 ans, à la survivance de son épouse, décédée en 1887.
Apparenté au vitrailliste Louis Trézel, il figure comme témoin dans l’acte de décès de Jean Marie Victor Viel (1796-1863), architecte en 1855 du Palais de l’Industrie à Paris.

## Œuvres
Architecte à compter de 1837, Pierre Manguin entre le 22 décembre 1842 à l'école des beaux-arts de Paris, il est élève d'Hippolyte Le Bas. Il est également attaché, en tant que dessinateur, à la commission nationale des monuments historiques. Il réalise les travaux d'architecture suivants :
- la rose de la tour nord de l'église de La Ferté-Bernard en 1838 ;
- il réalise la cérémonie funèbres des victimes de juin 1848 ;
- restauration du musée archéologique Grenoble Saint-Laurent vers 1850 ;
- le socle de la statue équestre de Napoléon de Nieuwerkerke à Lyon en 1855 ;
- l'hôtel de la Païva, 25 avenue des Champs-Élysées à Paris. Commandé par Guido Henckel von Donnersmarck ;
- restauration du Château de Pontchartrain, commandée par Guido Henckel von Donnersmarck, en 1857 ;
- villa Schaken à Saint-Maur-des-Fossés, commandée par l'industriel Pierre Schaken.

## Distinction
- Première médaille au Salon de 1848.
- Pierre Manguin est nommé chevalier de la Légion d'honneur le 18 octobre 1852[8].